# Эрлицкий, Альфонс Феликсович
Альфонс Феликсович Эрлицкий — (пол. Alfons Erlicki, 23 декабря 1846 в Маримонте, пригороде Варшавы —  20 ноября 1902 в Санкт-Петербурге)  — русский врач-психиатр, невролог, доктор медицины, профессор польского происхождения.

## Биография
После окончания варшавской гимназии в 1862 году поступил на факультет гражданского строительства политехнического института в Пулавах. В связи с закрытием института из-за восстания в 1863 году он перевёлся для дальнейшей учëбы на медицинский факультет Варшавской высшей школы.
После получения диплома в 1868 году Эрлицкий практиковал в Вышкуве, Туреке, Ченстохове, в 1877 году перевёлся в Медико-хирургическую академию в Санкт-Петербурге.
В 1878 году был призван в действующую армию. Участник русско-турецкой войны. Служил в качестве военного врача на болгарском фронте.
После войны Эрлицкий работал ассистентом у И. П. Мержеевского в психиатрической клинике Санкт-Петербурга.
В 1880 году защитил докторскую диссертацию. В том же году он стал ординатором в клинике И. П. Мержеевского.
В 1882 — адъюнкт-профессор Медико-хирургической (с 1881 года — Военно-медицинской) академии.
Позже был профессором ветеринарного института в Харькове и Варшавского университета.
Автор ряда научных работ, опубликованных на русском и других языках.

## Избранные труды
- Измѣненія в спинном мозгу ампутированных собак: диссертація на степень доктора медицины. Русская скоропечатня (В. К. Нахимовой), 1879
- Rzut oka na pierwotne obłąkanie (1882)
- О причинах душевных болезней: публичная лекція. Изд. К. Л. Риккера, 1892
- Idee niedorzeczne chorych umysłowo (1893)
- Клинические лекции по душевным болезням. Санкт-Петербург: Издание Н. П. Петрова, 1896
- Ueber Arseniklähmung doi:10.1007/BF01846111
- Zur Frage über die combinirten Systemerkrankungen des Rückenmarks doi:10.1007/BF02207462